# Euripus diocletiana
Euripus diocletiana är en fjärilsart som beskrevs av Hans Fruhstorfer 1903. Euripus diocletiana ingår i släktet Euripus och familjen praktfjärilar. Inga underarter finns listade i Catalogue of Life.